# 감사 의견
감사 의견은 감사인(공인회계사)이 기업을 감사하여 그 내용이 회계 정보로서 적절한 가치를 지니는지에 관해 감사보고서에서 표명하는 의견으로서 '적정', '한정', '부적정', '의견 거절' 등이 있다.
'한정 의견' 이하를 받으면 회사가 부실이 늘어날 가능성이 크다는 의미이며, 부적정이나 의견 거절로 감사의견이 나오면 즉시 상장폐지 사유가 될 수 있다. 코스닥 시장에서는 '감사 범위 제한으로 인한 한정'도 상장폐지 사유가 되고 있다.
상장회사는 정기 주주총회 일주일 전까지 사업보고서에 첨부될 감사보고서를 공시해야 한다. 만약 법정 기한이 지났는데도 감사보고서를 공시하지 않고 있다면 일단 상장폐지 가능성을 의심해 볼 필요가 있다.

## 감사 의견 종류
1. '적정': 회사가 기업회계 기준에 맞게 재무제표를 작성했으며, 감사에 필요한 자료를 회사로부터 충분히 제공받았다는 뜻. 적정이라고 해서 반드시 회사의 재무 상태가 양호하다는 뜻은 아니다.
2. '한정': 감사 범위가 제한되고 회계 기준 위반 사항은 있었지만, '부적정'이나 '의견 거절'까지 갈 수준은 아니라는 뜻이다.
3. '부적정': 중요한 사안에 대해 기업회계 기준을 위배하여 재무제표를 작성한 경우다.
4. '의견 거절': 1)감사인이 감사보고서를 만드는데 필요한 증거를 얻지 못해 재무제표 전체에 대한 의견 표명이 불가능, 2)기업의 존립에 의문이 들 때, 3)감사인의 독립성 결여 등으로 회계 감사가 불가능한 상황에 제시.[1]